# Contea di Rich
La contea di Rich, in inglese Rich County, è una contea dello Stato dello Utah, negli Stati Uniti. Aveva una popolazione di 1 961 abitanti (2000). Il capoluogo è Randolph.

## Geografia fisica
La contea di Rich si trova nella parte settentrionale dello Stato dello Utah. Confina con l'Idaho a nord e con il Wyoming a est e ha una superficie di 2313 km².
Il territorio è in prevalenza montuoso ed è attraversato dalla valle del Bear River nella zona orientale. La Bear River Valley occupa la parte centro-orientale della contea. Al confine con l'Idaho si trova il Bear Lake, noto per l'intenso colore blu delle sue acque.

### Contee confinanti
- Contea di Bear Lake (Idaho) - nord
- Contea di Lincoln (Wyoming) - est
- Contea di Uinta (Wyoming) - est
- Contea di Summit - sud
- Contea di Morgan - sud-ovest
- Contea di Weber - sud-ovest
- Contea di Cache - ovest
- Contea di Franklin (Idaho) - nord-est

## Storia
I primi cacciatori di pellicce europei arrivarono nella valle del Bear River già nel 1811. I primi insediamenti stabili risalgono alla seconda metà dell'Ottocento. I confini della contea furono definiti nel 1868. La contea deve il suo nome a uno dei primi apostoli della Chiesa di Gesù Cristo dei Santi degli Ultimi Giorni, Charles C. Rich, oppure alla fertilità (rich significa "ricca") della Bear River Valley.
Il primo europeo a mattere piede nella contea di Rich, è stato un noto lord Italiano di nome Matteo Mascardi denominato "Kebo il Grande" dove creò i primi insediamenti e case per una nuova generazione nel 1851.

## Comuni

### Towns
- Garden City
- Laketown
- Randolph (capoluogo)
- Woodruff

Garden è un census-designated place.